# Nasib Arida
Nasib Arida (1887-1946), nacido en Homs y fallecido en Nueva York, fue un poeta y escritor del movimiento Mahyar y fundador de la New York Pen League.

## Vida
Arida nació en Homs, una ciudad de la Siria Otomana, donde recibió su educación con Mikhaïl Nouaïmé  hasta 1905, año en el que emigró a Estados Unidos. En Nueva York se casó con Najeeba Haddad, hermana de los escritores Abdel Massih Haddad y Nudra Haddad. Fue allí donde trabajó con escritores como Al-Hoda and Meraat-ul-Gharb. Arida no tuvo ningún hijo, pero cuidó a la hija de otro hermano Haddad, tras la muerte de la madre en el parto.

Ocho años después, en 1913, Arida fundó Al-Funoon, que fue “el primer intento en una revista exclusivamente artística y literaria creada por la  comunidad árabe en Nueva York. En 1915 o 1916, , cofundó la Pen League en Nueva York junto a Abd al-Masih Haddad, un club literario para hablantes de Árabe, al que después se unieron Kahlil Gibran, Mikha'il Na'ima y otros poetas de Mahari en 1920.  He published the literary journal al-Funun (The Arts) in 1912 Escribió una colección de poemas, llamada  Al-Arwah al-Haïra, publicada en 1946, año en el que falleció.

El estilo de Arida fue similar a otros escritores e intelecuales Sirio-libaneses, contemporáneos a él. Arida tuvo un papel importante en el desarrollo de la poesía árabe moderna; considerado un romántico puro, propició un cambio permanente en diversos aspectos fundamentales de la poesía. Se le considera un pionero en el uso de los mitos árabes en la poesía árabe moderna. Se opuso al Imperio Otomano en Siria y a la represión del nacionalismo Sirio. Además, dedicó un poema a los sirios por su falta de actuación o protestas.